# Олексій IV (імператор Трапезунда)
Олексій IV (грец. Αλέξιος Δ΄ Μέγας Κομνηνός; 1382–1429) — імператор Трапезунда в 1417—1429 роках.

## Життєпис
Походив з династії Великих Комнінів. Старший син Мануїла III, трапезундського імператора, та Євдокії Багратіоні. Народився 1382 року. У 1390-х роках отримав титул деспота, що значило визнання першості в спадкуванні трону.
1417 року після смерті батька став імператором. У цей час вирувала війна з Генуєю. Флот останньої на чолі з Козімо Таріго завдав поразки трапезундському флоту, захопив монастир в околицях Трапезунда, звідки генуезці здійснювали напади. Олексій IV мусив розпочати мирні перемовини, що завершилися укладанням нової угоди, відповідно до якої імператор компенсував усі збитки генуезьких купців та вимушений був протягом 2 років вплатити контрибуцію в 700 кг срібла, 2 тис. бочок вина і 1600 псомміаріїв (27334,2 літрів) ліщини та фундука. У 1422 і 1425 роках підтверджував ці умови угоди, але так й не виконав їх повністю через складну економічну ситуацію в імперії. Згодом його месадзоном (головним радником) став генуезький купець Джироламо ді Нігро.
Іншою проблемою стали стосунки з Кара-Коюнлу і Ак-Коюнлу. Зберігаючи традиційно дружні стосунки з останніми, Олексій IV мусив також налагодити відносини з Джаханшахом, султаном Кара-Коюнлу, що підкорив Північну Персію, Ірак і Кавказ. При цьому визнав зверхність Кара-Коюнлу. Намагався зберігати союзні стосунки з Візантійською імперією для протистояння Генуї.
У 1426 році вступив у конфлікт зі спадкоємцем троном Іоанном, який вимушений був тікати до Кафи. Тоді новим спадкоємцем став інший син імператора — Олександр. У 1429 році за допомоги генуезців з Кафи (всупереч рекомендацій уряду) Іоанн повалив Олексія IV, якого невдовзі було вбито.

## Родина
Дружина — Феодора, донька Феодора Палеолога Кантакузина.
Діти:
- Іоанн (1403—1459), імператор Трапезунда
- Марія (1404—1439), дружина Іоанна VIII Палеолога, візантійського імператора
- Олександр
- Давид (1408—1463), останній імператор Трапезунда
- Деспіна, дружина Джаханшаха. султана Кара-Коюнлу